# Kibrom Weldemicael
Kibrom Weldemicael (1º febbraio 1987) è un maratoneta eritreo.

## Palmarès
| Anno | Manifestazione     | Sede   | Evento         | Risultato | Prestazione | Note |
| ---- | ------------------ | ------ | -------------- | --------- | ----------- | ---- |
| 2017 | Mondiali           | Londra | Maratona       | 41º       | 2h21'22"    |      |
| 2024 | Giochi Panafricani | Accra  | Mezza maratona | 10º       | 1h07'53"    |      |

## Campionati nazionali
2021
- 7º ai campionati eritrei di mezza maratona - 1h05'11"

## Altre competizioni internazionali
2013
- 8º alla Maratona di Colonia ( Colonia) - 2h11'56"

2014
- Bronzo alla Milano Marathon ( Milano) - 2h11'12"

2015
- 8º alla Maratona di Londra ( Londra) - 2h09'36"
- 5º alla Maratona di Sydney ( Sydney) - 2h13'49"

2016
- 10º alla Maratona di Londra ( Londra) - 2h11'56"
- 5º alla Maratona di Valencia ( Valencia) - 2h10'38"
- 20º alla Mezza maratona di Lisbona ( Lisbona) - 1h06'36"

2017
- 13º alla Maratona di Londra ( Londra) - 2h14'52"
- 15º alla Mezza maratona di Lisbona ( Lisbona) - 1h06'11"

2018
- 41º alla Maratona di Tokyo ( Tokyo) - 2h16'52"

2019
- 44º alla Maratona di Valencia ( Valencia) - 2h15'47"
- 10º alla Mezza maratona del Portogallo ( Lisbona) - 1h03'17"

2020
- 25º alla Maratona di Siviglia ( Siviglia) - 2h10'09"
- 24º ai campionati di mezza maratona dell'Africa orientale ( Massaua) - 1h08'44"

2023
- Argento alla Maratona di Suzhou ( Suzhou) - 2h12'59"